# 上野村 (千葉県)
上野村（うえのむら）は千葉県夷隅郡にかつて存在した村である。

## 地理
- 現在の勝浦市の北西部に位置する。
- 房総丘陵に位置し、村域のほとんど山がちな地形になっている。
- 村は夷隅川の上流域に位置している。

## 歴史
村名はかつて存在した上野郷に由来する。

### 村域の変遷
- 1889年（明治22年）4月1日 - 町村制施行により、台宿村（大沢村への飛地を除く）・大森村・名木村・上植野村・赤羽根村・中里村・貝掛村・植野村（守谷村・鵜原村への飛地を除く）・小羽戸村・中島村・法花村・南山田村（松部村への飛地を除く）・荒川村・鵜原村飛地・松部村飛地・浜行川村飛地・守谷村飛地が合併し夷隅郡上野村が発足。
- 1955年（昭和30年）2月11日 - 上野村は勝浦町・興津町・総野村と合併して勝浦町となる。上野村は消滅。

変遷表
| 1868年 以前 | 1868年 以前 | 明治12年 | 明治16年 | 明治22年 4月1日 | 昭和30年 2月11日 | 昭和33年 10月1日 | 現在   |
| ----------- | ----------- | -------- | -------- | --------------- | ---------------- | ---------------- | ------ |
|             | 台宿村      | 台宿村   | 台宿村   | 上野村          | 勝浦町           | 市制             | 勝浦市 |
|             | 大森村      |          |          | 上野村          | 勝浦町           | 市制             | 勝浦市 |
|             | 名木村      |          |          | 上野村          | 勝浦町           | 市制             | 勝浦市 |
|             | 上植野村    |          |          | 上野村          | 勝浦町           | 市制             | 勝浦市 |
|             | 赤羽根村    |          |          | 上野村          | 勝浦町           | 市制             | 勝浦市 |
|             | 中里村      |          |          | 上野村          | 勝浦町           | 市制             | 勝浦市 |
|             | 貝掛村      |          |          | 上野村          | 勝浦町           | 市制             | 勝浦市 |
|             | 下植野村    | 下植野村 | 植野村   | 上野村          | 勝浦町           | 市制             | 勝浦市 |
|             | 宮田村      |          | 植野村   | 上野村          | 勝浦町           | 市制             | 勝浦市 |
|             | 小羽戸村    |          |          | 上野村          | 勝浦町           | 市制             | 勝浦市 |
|             | 中島村      |          |          | 上野村          | 勝浦町           | 市制             | 勝浦市 |
|             | 法花村      |          |          | 上野村          | 勝浦町           | 市制             | 勝浦市 |
|             | 山田村      | 南山田村 | 南山田村 | 上野村          | 勝浦町           | 市制             | 勝浦市 |
|             | 荒川村      |          |          | 上野村          | 勝浦町           | 市制             | 勝浦市 |

## 人口
総数 [単位： 人]
| 1891年（明治24年） | 4,112 |